# Campeonato da Venezuela de Ciclismo em Estrada
O Campeonato da Venezuela de Ciclismo em Estrada é a corrida anual organizada para determinar o campeão ciclista da Venezuela de cada ano, na modalidade. O título é outorgado ao vencedor de uma única prova, na modalidade de em linha. O vencedor obtêm o direito de usar a maillot com as cores da bandeira venezuelana até ao campeonato do ano seguinte, unicamente quando disputa provas em linha.
Este campeonato disputa-se ininterruptamente desde 2000.

## Palmarés masculino
| Ano  | Lugar              | Vencedor               | Segundo               | Terceiro              |
| 1991 | -                  | Leonardo Sierra        | Richard Gustavo Parra | Alexis Omar Méndez    |
| 1992 | -                  | Leonardo Sierra        | Luis Barroso Gómez    | Carlos Alberto Maya   |
| 1993 | -                  | Leonardo Sierra        | Carlos Alberto Maya   | Alexis Omar Méndez    |
| 1999 | -                  | Manuel Enrique Guevara | Robinson Merchán      | Alexis Omar Méndez    |
| 2000 | -                  | Tommy Alcedo           | José Isidro Chacón    | Robinson Merchán      |
| 2001 | -                  | Néstor Chacón          | Hussein Monsalve      | Jonathan Mendoza      |
| 2002 | -                  | Tommy Alcedo           | Guillermo Barrios     | John Navas            |
| 2003 | -                  | Tonny Linarez          | John Navas            | Ángel López           |
| 2004 | -                  | José Isidro Chacón     | Aldrin Salamanca      | Tomás Martínez        |
| 2005 | -                  | Wilmer Vasquez         | Tommy Alcedo          | Franklin Raúl Chacón  |
| 2006 | San Carlos         | Manuel Medina          | Jonathan Hernández    | José Alirio Contreras |
| 2007 | -                  | Tomás Gil              | Anthony Brea          | Miguel Chacón         |
| 2008 | Santa Cruz de Mora | Noel Vásquez           | Manuel Medina         | Jonathan Camargo      |
| 2009 | Barquisimeto       | Honorio Machado        | Jesús Pérez           | Arthur García         |
| 2010 | Trujillo           | José Alirio Contreras  | Carlos José Ochoa     | Daniel Abreu          |
| 2011 | Barcelona          | Miguel Ubeto           | Richard Ochoa         | Jesús Pérez           |
| 2012 | Falcón             | Xavier Quevedo         | Miguel Ubeto          | Frederick Segura      |
| 2013 | Santa Cruz de Mora | Edwin Becerra          | Juan Murillo          | Jonathan Salinas      |
| 2014 | -                  | Xavier Quevedo         | Gil Cordovés          | Luis Diaz             |
| 2015 | -                  | Juan Murillo           | Miguel Ubeto          | Luis Diaz             |
| 2016 | Cumaná             | Gusneiver Gil          | Carlos Torres         | Roniel Campos         |
| 2017 | -                  | Miguel Ubeto           | Rafael Medina         | Anderson Paredes      |
| 2018 | Barquisimeto       | Ralph Monsalve         | Arthur García         | Clever Martínez       |
| 2019 | -                  | Jesús Villegas         | Orluis Aular          | Pedro Sequera         |
| 2022 | Carabobo           | Orluis Aular           | Xavier Quevedo        | Yurgen Ramírez        |

## Palmarés feminino
| Ano  | Vencedora              | Segunda                 | Terceira                 |
| 1999 | Anrosi Dayana Paruta   | Yusbelli Carrasquero    | Daniela Larreal          |
| 2001 | Dayana Chirinos        | Jennifer Alzate         | Daniela Larreal          |
| 2002 | Anrosi Dayana Paruta   | Daniela Larreal         | Ismary Orellana          |
| 2003 | Angie Sabrina González | Melissa Olivares        | Jennifer Guerrero        |
| 2005 | Blendys Isabel Rojas   | Angie Sabrina González  | Karelia Machado          |
| 2006 | María Elena Briceño    | Diana Judith Díaz       | Karelia Machado          |
| 2007 | Danielys García        | Francimar Pinto         | María Elena Briceño      |
| 2008 | Danielys García        | María Elena Briceño     | Angie Sabrina González   |
| 2009 | María Elena Briceño    | Francimar Pinto         | Angie Sabrina González   |
| 2010 | Danielys García        | Fanny Alvarez           | Liliana Carolina Berrios |
| 2011 | Angie Sabrina González | Fanny Alvarez           | María Elena Briceño      |
| 2012 | Angie Sabrina González | Danielys García         | María Elena Briceño      |
| 2013 | Danielys García        | Keyni Yecaterina Urbina | Zaily Alejandra Salazar  |
| 2014 | Danielys García        | Keyni Yecaterina Urbina | María Elena Briceño      |
| 2015 | Jennifer Cesar         | Wilmarys Moreno         | Gleydimar Tapia          |
| 2016 | Zuralmy Rivas          | Lilibeth Chacón         | Jennifer Cesar           |
| 2017 | Jennifer Cesar         | Angie Sabrina González  | Lilibeth Chacón          |
| 2018 | Ingrid Porras          | Wilmarys Moreno         | María Elena Briceño      |
| 2019 | Wilmarys Moreno        | Lilibeth Chacón         | Zuralmy Rivas            |